# هاري باتون (لاعب كرة قاعدة)
هاري باتون (بالإنجليزية: Harry Patton)‏ هو لاعب كرة قاعدة أمريكي، ولد في 29 يونيو 1884 في غيليسبي في الولايات المتحدة، وتوفي في 9 يونيو 1930 في سانت لويس في الولايات المتحدة.

## وصلات خارجية
- هاري باتون على موقع دوري كرة القاعدة الرئيسي (الإنجليزية)
- هاري باتون على موقعبيزبول رفرنس.كوم (الدوري الرئيسي) (الإنجليزية)
- هاري باتون على موقعبيزبول رفرنس.كوم (الدوري الثانوي) (الإنجليزية)